# Paolo Fiammingo
Pauwels Franck o Francken, più noto in Italia come Paolo Fiammingo (Anversa, 1540 circa – Venezia, 20 dicembre 1596) è stato un pittore fiammingo, attivo a Venezia ed allievo del Tintoretto.

## Gli esordi

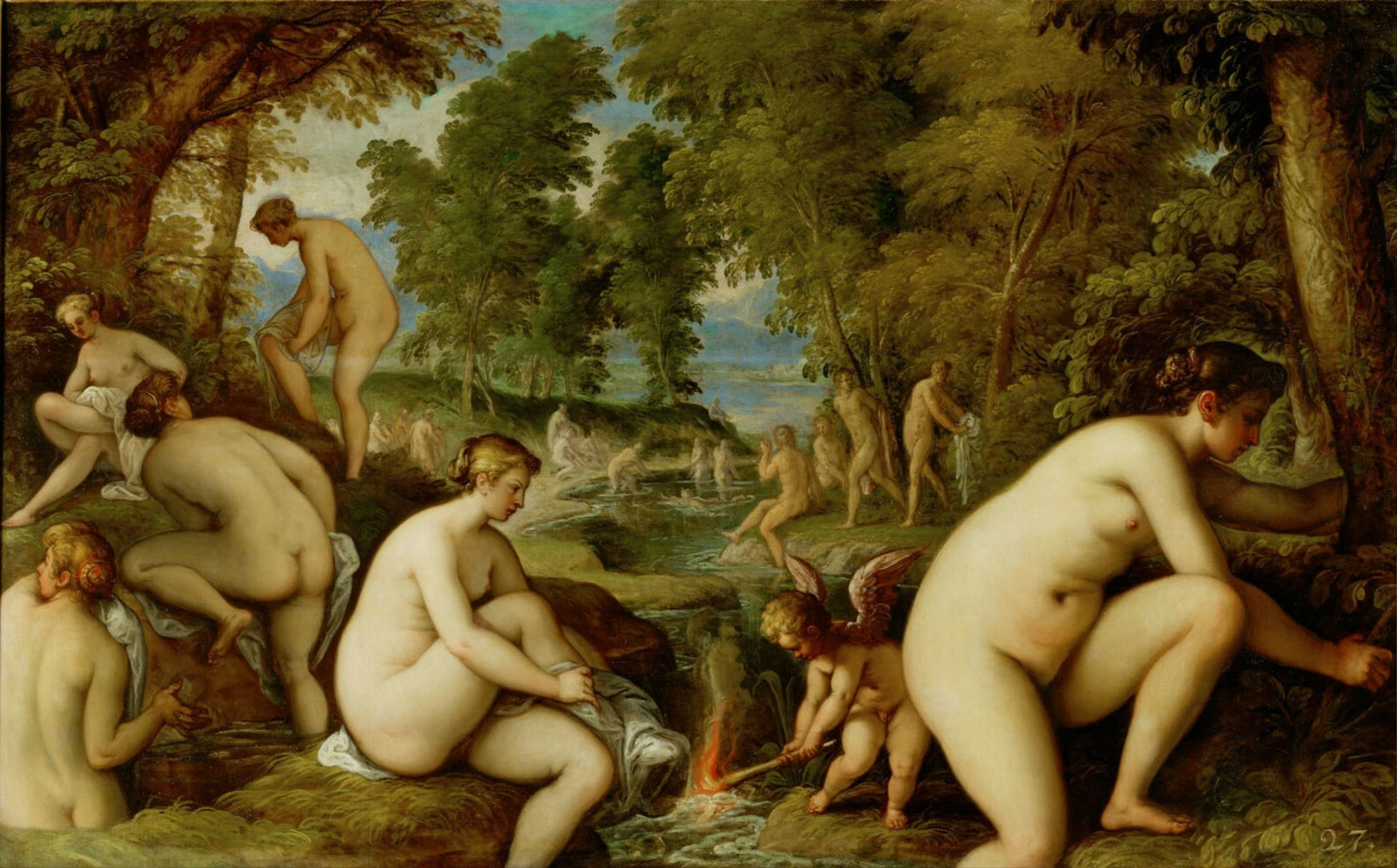
Amore letheo

Di questo primo periodo della carriera di Paolo Fiammingo, non sappiamo quasi nulla. Il suo nome venne trascritto nella Gilda di San Luca di Anversa (la corporazione degli artisti) nel 1561, cosa che lo inquadra come pittore vero e proprio, intorno ai vent’anni circa o poco prima. Della sua formazione precedente, avvenuta probabilmente presso qualche artista locale, nulla è noto. Dal 1562 al 1573, anno in cui Gaspare Osello trasse la sua incisione da un’opera del Franck, non sappiamo che cosa successe. Nella letteratura sono state formulate diverse ipotesi: per molto tempo si considerò più che plausibile un viaggio compiuto a Firenze (forse spintosi fino a Roma) di cui, tuttavia, non c'è traccia. Al di là di ciò, è certo che stampe di opere di artisti veneziani siano pervenute nel Nord precocemente e che, quindi, quando il Franck giunse in Italia, avesse già una conoscenza di base dell’arte veneziana. Uno dei pochi punti fermi nella cronologia del maestro è che la sua mano dipinse un quadro (per noi perduto) entro il 1573, una Maddalena Penitente, da cui fu tratta poi l’incisione dell’Osello. L’esistenza di una stampa tratta dal veneto testimonia anche che Paulus francisci Antwerpis si trovasse entro i confini della Serenissima a tale data. Non essendo sopravvissuto alcun documento e dal momento che l’analisi stilistica non delucida, non è dato di sapere se a quest’altezza cronologica il Fiammingo fosse già entrato in contatto o meno con Tintoretto. Tutto ciò che è possibile ipotizzare passa per quel che si nota in quella incisione: l’immagine ha un carattere prevalentemente nordico, quale era la sua cultura all’epoca. Poiché il maestro si trovava in laguna attorno al 1573, si accosta a questa data il suo ingresso nella bottega di Tintoretto, di cui fu uno dei più eccellenti allievi.
Una delle prime opere in cui il Frank ebbe modo di dimostrare le sue qualità di paesista è probabilmente l’Adorazione del vitello d’oro di Washington: uno specchio d’acqua calmo, un tratteggio delle alberature accurato, con picchiettature di luce, una montagna sullo sfondo con i crinali dorati. Tutti dettagli ridondanti che parlano di un nome solo: Paolo Fiammingo. Si tratta della prima opera di collaborazione tra i due.
Emblematico, invece, è il caso dell’Allegoria della nascita di Don Fernando del Prado, da sempre attribuita a Parrasio Michiel: secondo Meijer il paesaggio, un poco staccato dal resto, mostra evidenti assonanze con Paolo. Al vaglio della tela, le fronde non sono tipiche della produzione di Parrasio, mentre lo sono se rapportate alla produzione del Fiammingo: dipinte con tanti piccoli tocchi, spesso rese con quel suo tipico tratto a lobo, con una punteggiatura luministica accurata, la quale accentua la sensazione che siano mosse dal vento. Corroborano tale tesi anche la modalità in cui sono posti gli alberi, a gruppi di tre o poco di più, e il ponticello sulla destra. Il quadro è datato al 1575 circa e si pone come prova della presenza a Venezia in quegli anni . Le modalità con cui la collaborazione avvenne, restano misteriose.
La maturità stilistica di questo esordio (in cui la sua tecnica appare già definita e ben riconoscibile) lascia supporre che l’anversese giunse a Venezia insignito del rango di maestro e come tale si sia rapportato agli artisti veneziani, quali appunto Michiel e Tintoretto. Allo stesso tempo, la scelta del Fiammingo come paesaggista per un’opera destinata al Re di Spagna denota il conclamato rispetto di cui il pittore godette nel panorama artistico lagunare. Prova ne è il coinvolgimento dell’artista in quadri di colleghi di chiara fama: l’Estate della bottega di Francesco Bassano e il Buon samaritano di Paolo Veronese oggi a Dresda.
La prima opera del catalogo di Paolo è sempre stata considerata il Compianto sul Cristo morto di Monaco di Baviera, unica opera firmata: la fiorentinità che viene dall’incontro con Giuseppe Salviati, i tratti tintoretteschi e l’ispirazione da alcuni quadri del Robusti, sono elementi a favore di una datazione precoce. Tuttavia, non avendo termini di confronto, una precisa collocazione non è possibile, se non entro gli anni ‘80. Stilisticamente, la tela più prossima è il San Gerolamo penitente nel deserto di Mirano, per il trattamento delle figure e del fondale. La pala si data con una relativa certezza al 1578 circa, perché in quell’anno veniva terminato l’altare che ancora oggi la incornicia. A quest’altezza cronologica, certamente Paolo era ormai entrato a far parte della misteriosa schiera di collaboratori che componeva la bottega robustiana: al di là dello stile, è lo stesso collegamento con Mirano a suggerirlo
Il San Rocco nel deserto nella omonima chiesa di Venezia, al contrario, non è temporalmente collocabile con certezza: viene tradizionalmente datato al 1580 circa, in concomitanza con le commissioni a Tintoretto dei ventun dipinti per il soffitto della Sala dell’Albergo della Scuola, che lo occuparono tra il 1576 e il 1581.

## La maturità
Il nome di Paulo Fiamengo è registrato per l’intervallo 1584-1596 nella Fraglia dei Pittori di Venezia: ciò significa che dal 1584 egli era maestro indipendente e riconosciuto e poteva avere bottega. Infatti, in quell’anno viene attestata la presenza di un garzone, l’unico certamente riferibile a lui, ma del tutto sconosciuto e con nessun peso nella Storia dell’Arte: nelle carte della magistratura della Giustizia Vecchia degli anni 1573-1599 (competente per quanto riguarda gli accordi di garzonato) viene trascritto un contratto del 21 marzo 1584 a nome di Paolo di Franceschi fiammingo pitor per l’apprendistato di un certo Niccolò di Zuanne Benza di Bergamo di 10 anni, per i successivi sei.
Al di là di ciò, Paolo sembra un artista indipendente già diverso tempo prima del 1584, almeno dal 1580 circa, quando gli giunsero commissioni di rilievo: fra il 1579 e il 1580 Giacomo Marcello, Giacomo Contarini del ramo dei SS. Apostoli e Girolamo Bardi, consigliere di costoro, stilavano le indicazioni per le tele che gli artisti dovevano seguire per ricostruire l’apparato decorativo (distrutto negli incendi del 1574 e del 1577) della Sala del Maggior Consiglio in Palazzo Ducale. Non ben congeniata, la tela con Alessandro III benedice il doge Sebastiano Ziani deve aver messo in difficoltà il Franck nella costruzione dello spazio e nel posizionamento delle figure, che risente ancora molto dell’influsso di Tintoretto. Nonostante questo, il solo affidamento di una commissione di questo tipo deve avergli dato lustro fin da subito, motivo per il quale la consegna potrebbe essere avvenuta entro il 1581. Il Fiammingo, inoltre, non aveva tempo per indugiare, essendo il 1580 un anno cruciale per l’inizio delle commissioni per Hans Fugger. Costui era figlio secondogenito del mercante e banchiere tedesco Anton Fugger e Anna Rehlinger, erede di una famiglia tra le più potenti in Europa, attiva nel settore mercantile e nel prestito di denaro ad altissimi livelli. Hans ricevette un’erudizione tanto votata alla pratica commerciale, quanto intrisa di filosofia e arte. Costui ottenne nella prima metà degli anni ’70 il feudo di Kirchheim di Svevia (oggi nel Land della Baviera), dove fece costruire uno tra i più possenti castelli dei suoi domini. Terminata l’edificazione circa nel 1580, lo decorò sontuosamente. Per la parte pittorica, si impegnò per più di un decennio proprio con Paolo Fiammingo: come i due siano entrati in rapporto, resta un mistero. La grande maggioranza dei dipinti per il castello venne proposta in cicli, ciascuno a decorare un ambiente del castello: il Trionfo degli Elementi (1580-1581), dei Continenti (1584-1587?), le Età del Mondo (1581-?), i Cinque Sensi (1581-1585), i Pianeti (1592-?).
Il patrocinio del Fugger rese possibile una committenza a Venezia, prima di ogni altra per la Baviera. Si parla di un’opera per la Sala d’Estate o Sala delle Pitture del Fondaco dei Tedeschi. Il 26 febbraio 1580 venne presa la decisione di rinnovare quell’ambiente e si può presumere che l’incarico sia stato portato a termine lo stesso anno o poco dopo. Assieme a opere di Paolo Veronese, Jacopo Tintoretto e Jacopo Palma il Giovane, il dipinto del Fiammingo faceva parte di un ciclo ora completamente disperso. I quadri erano disposti nella stanza all’angolo del piano primo, affacciata sul Canal Grande e sul Ponte di Rialto. I dipinti, sette in tutto, erano collocati probabilmente nella sezione alta dei muri perimetrali ed erano il fiore all’occhiello della decorazione: rappresentavano divinità tratte dalla mitologia e pianeti, riferiti ai dodici segni zodiacali corrispondenti. A Paolo toccò La Virtù coronata da un Genio con Mercurio, Amore e Invidia o, più semplicemente, l’Ascensione della Virtù.
Nel frattempo, in contemporanea con gli sviluppi di Palazzo Ducale, giungeva anche la prima grande committenza chiesastica. Si tratta delle tele per San Nicolò dei Frari (detto anche della Lattuga): un edificio non più esistente, ma che dalla fine degli anni ’70 del Cinquecento si arricchì molto e desiderò smarcarsi dall’altra grande, contigua e ben più nota chiesa di Santa Maria dei Frari. Per questo, durante gli anni ’80 furono chiamati i più importanti artisti della città: fra tutti, il Veronese, che qui ricevette importanti commissioni e che quasi sicuramente conobbe il Fiammingo durante i lavori. Le tele che il Fiammingo fu chiamato a realizzare furono anzitutto le portelle dell’organo che si trovavano nella controfacciata della chiesa, composte da Adamo ed Eva (all’esterno) e Caino e Abele (all’interno), oggi in deposito presso la Prefettura di Venezia. Si dedicò anche alla Predica di San Giovanni Battista (oggi a Milano, ma all’epoca nell’altare centrale di destra), la quale fronteggiava la Pietà con i Santi Andrea e Nicolò, oggi alle Gallerie dell’Accademia.